# Adiato Djaló Nandigna
Adiato Djaló Nandigna (nascuda el 6 de novembre de 1958) és una política de Guinea Bissau i primera ministre interina de Guinea Bissau del 10 de febrer al 12 d'abril de 2012. Era el primer primer ministre designat pel seu predecessor (com a president interí no pot nomenar al primer ministre) i també el primer titular dona del càrrec. També va exercir com a portaveu del govern. Va ser deposada per un cop d'Estat, juntament amb el president interí Raimundo Pereira i altres membres del govern civil.